# Xenesis
Xenesis ist der Titel eines Romans des Schweizer Autors Beat Glogger. Es handelt sich um ein Kunstwort, das aus den zwei Teilen «xenos» (aus dem Griechischen für «fremd», vgl. Griechische Präfixe) und «Genesis» (die biblische Schöpfungsgeschichte) zusammengesetzt ist. Die daraus entstehende neue Bedeutung lässt sich mit «Das fremd Entstandene» übersetzen.
Der Roman ist ein Wissenschaftsthriller, der 2004 im Verlag Rowohlt erschienen ist. Er behandelt in einem fiktiven Szenario, aber basierend auf realen Fakten die so genannte Xenotransplantation, also die Übertragung von Tierorganen auf den Menschen.
Das Buch wurde mit dem Prix Media 2005 der Schweizer Akademie der Naturwissenschaften ausgezeichnet und für den Descartes-Preis 2006 der Europäischen Kommission nominiert.

## Ausgaben
- Xenesis Rowohlt Taschenbuch-Verlag, Reinbek bei Hamburg 2004, ISBN 3-499-23613-3.
- Xenezis (slowakisch), Ikar, Bratislava 2007, ISBN 978-80-551-1377-7.
- Vražedný virus (tschechisch), Knižní klub, Prag 2008, ISBN 978-80-242-2058-1.
- נגע זר  (hebräisch), Yanshuf Publishing, Zur Moshe Israel 2008, ISBN 978-80-242-2058-1.
- Xenesis Weltbild Sammleredition 2009.